# Monténégro au Concours Eurovision de la chanson junior
Le Monténégro a participé à deux éditions du Concours Eurovision de la chanson junior, sa douzième édition, en 2014 et sa treizième, en 2015. Le pays est en retrait du concours depuis 2016.

## Participation
Le pays fait ses débuts en 2014 lors de la 12e édition du concours qui a lieu à Malte. Cette participation est annoncée le 18 juillet 2013 par le radiodiffuseur public du Monténégro Radio Televizija Crne Gore (RTCG) qui est membre de l'Union européenne de radio-télévision et qui organise la participation du pays à ce concours,. Le pays se retire en 2016 pour des raisons financières pour revenir en 2025.

## Représentants
| Année                       | Artiste                        | Titre                    | Langue               | Traduction en français          | Place | Points |
| --------------------------- | ------------------------------ | ------------------------ | -------------------- | ------------------------------- | ----- | ------ |
| 2014                        | Maša Vujadinović & Lejla Vulić | Budi dijete na jedan dan | Monténégrin, anglais | Être un enfant pour une journée | 14    | 24     |
| 2015                        | Jana Mirković                  | Oluja                    | Monténégrin          | Tempête                         | 13    | 36     |
| Retrait depuis 2016 à 2024. |                                |                          |                      |                                 |       |        |
| 2025                        |                                |                          |                      |                                 |       |        |

- Première place
- Deuxième place
- Troisième place
- Dernière place

## Galerie

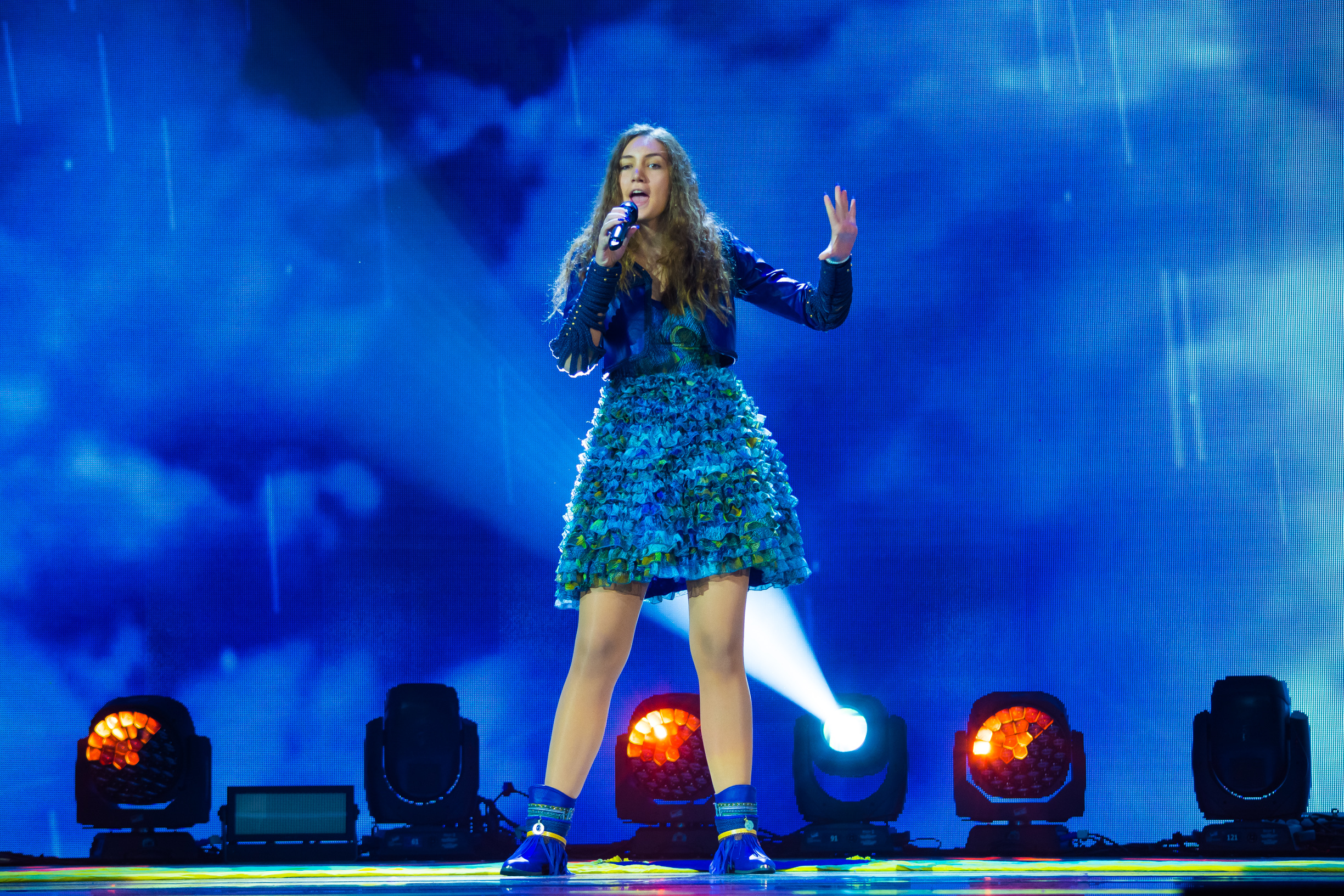
Jana Mirković à Sofia (2015)